# M.E. Clifton James

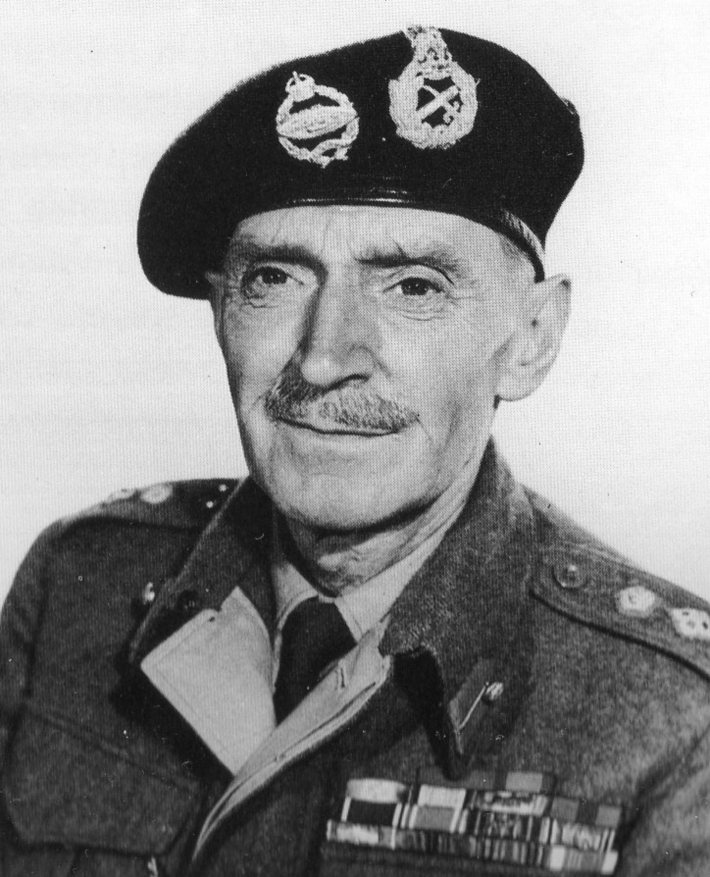
M.E. Clifton James

Meyrick Edward Clifton James (Perth, Australië, 1898 – Worthing, Groot-Brittannië, 8 mei 1963) was een acteur en soldaat, gekend voor zijn sterke gelijkenis met veldmaarschalk Bernard Montgomery. Dit werd gebruikt door de Britse geheime dienst (MI5) als deel van een misleidende campagne tijdens de Tweede Wereldoorlog.

## Biografie
M.E. Clifton James werd geboren in Perth, West-Australië. Hij was de jongste zoon van een belangrijke Australische ambtenaar, John Charles Horsey James en zijn vrouw Rebecca Catherine Clifton.
Na gediend te hebben in de Eerste Wereldoorlog begon hij met acteren. Hij ging werken voor Fred Karno (de man die Charlie Chaplin beroemd maakte) en verdiende maar 15 shillings per week. Bij het uitbreken van de Tweede Wereldoorlog stelde hij zijn diensten als entertainer ter beschikking van het Britse leger. Hij hoopte om te gaan werken voor ENSA, maar James werd opgenomen in the Royal Army Pay Corps in 1940 en uiteindelijk in gedetacheerd in Leicester. Hier was zijn acteren beperkt tot zijn lidmaatschap bij the Pay Corps Drama en Variety Group.
Door het einde van de oorlog werd James in juni 1946 gedemobiliseerd. Hij was naar verluidt niet in staat werk te vinden als acteur en was verplicht om beroep te doen op een uitkering om zijn vrouw en twee kinderen te kunnen onderhouden in Londen.
James stierf op 8 mei 1963 in zijn huis op Thorn Road in Worthing, Sussex. Hij werd 65 jaar.
Op 9 mei 1963 verklaarde burggraaf Montgomery, op dat moment zelf reeds 75 jaar, het volgende: "Hij was niet mijn vriend. Ik heb hem maar een keer ontmoet. Het spreekt voor zich dat hij mij fel observeerde. Hij heeft heel goed werk geleverd in het misleiden van de Duitsers tijdens een belangrijk en kritisch moment tijdens de oorlog. Het doet me pijn te horen dat hij is overleden."

## Operation Copperhead
Ongeveer zeven weken voor D-Day merkte een Britse luitenant-kolonel, J. V. B. Jervis-Reid, de gelijkenis op tussen James en Montgomery wanneer hij foto's aan het bekijken was in de krant. James had meegespeeld in een patriottische show waar hij de rol van 'Monty' op zich had genomen. MI5 besloot deze gelijkenis te benutten om de Duitse inlichtingendienst om de tuin te leiden. James werd gecontacteerd door luitenant-kolonel David Niven. Niven werkte voor de filmeenheid van het leger en was gevraagd om naar Londen te komen onder het mom van een film te maken. De list maakte deel uit van een bredere misleiding die gericht was op het weglokken van Duitse troepen uit Noord-Frankrijk. Dit wilde ze realiseren door de Duitsers te overtuigen dat een geallieerde invasie van Zuid-Frankrijk vooraf zou gaan aan een noordelijke invasie.
Het plan kreeg de codenaam Operation Copperhead en James werd toegewezen aan Montgomery's staf om zijn manier van spreken en kleine karaktertrekjes te leren. Ondanks zijn problemen met alcohol (Montgomery dronk geen alcohol), roken, en de verschillen in persoonlijkheid, ging het project door. Daarbij komend had Clifton James zijn middenvinger van zijn rechterhand verloren in de Eerste Wereldoorlog, met gevolg dat er een prothese werd gemaakt zodat dit niet zou opvallen.
Op 25 mei 1944, vloog James van de Britse luchtmachtbasis Northolt naar Gibraltar aan boord van Churchills privévliegtuig. Tijdens een receptie in het huis van de gouverneur-generaal werden er met opzet geruchten gelanceerd over Plan 303, een zogezegd plan voor de invasie van Zuid-Frankrijk. De Duitse inlichtingendienst kreeg hier oor van en gaf het bevel aan hun agenten om zo veel mogelijk te weten te komen over Plan 303. Vervolgens vloog James naar Algiers waar hij in de komende paar dagen verschillende keren publiekelijk zich liet zien met Generaal Maitland Wilson, de geallieerde aanvoerder op het Middellandse Zee-oorlogstheater. Vervolgens werd hij in het geheim naar Caïro gevlogen tot het moment dat de invasie van Normandië (Operatie Overlord) in volle gang was. Daarna keerde hij terug naar zijn eenheid, na vijf weken afwezig te zijn geweest.
Verschillende redenen werden naar voren geschoven voor de spoedige afsluiting van de missie (inclusief de suggestie dat James, dronken en rokend, gespot was in Gibraltar). De meest waarschijnlijke uitleg is die van Dennis Wheatley (hij maakte deel uit van de Britse inspanningen tot misleiding tijdens de oorlog) in The Deception Planners gepubliceerd in de jaren 1980. Hierin stelt hij dat de missie succesvol beëindigd was en haar doel bereikt had. Hij suggereerde ook dat ze nogal "zielig" eindigde omdat Clifton James simpelweg uit het zicht werd verborgen in een hotel in Algiers met een whiskyfles als gezelschap. Hij moest deze oorlog uitzitten in zijn eenheid Pay Corps, ogenschijnlijk vergeten, verplicht om te liegen over de vijf weken dat hij "vermist" was. Volgens Wheatly werd James armoedig behandeld met geen enkele officiële herkenning voor zijn bewezen diensten.

## I was Monty's double
In 1954 publiceerde James zijn verrichtingen in een boek getiteld I Was Monty's Double (uitgebracht in de VS als The Counterfeit General Montgomery). Het boek vormde de basis voor het script van de film van 1958 met John Mills, Cecil Parker en James die zowel zichzelf als Montgomery speelde. Het script werd aangepast om de kijklust te verhogen. Operation Copperhead werd Operation Hambone en bijkomende elementen van komedie, gevaar en intrige werden toegevoegd. Los hiervan volgde de film grotendeels het verhaal uit het boek. Operation Hambone gaf James de erkenning die hij verdiende en een soort van onsterfelijkheid op het witte doek.